# مارکوس دوبپری
آلکسی یوریویچ مائتنی معروف به مارکوس دوپری (به روسی: Юрьевич Маетный) متولد 31 مه 1988، بازیگر و کارگردان فیلم های پورنوگرافی روسی است.
دوپری چهار بار نامزد شده و یک بار برای جایزه AVN برای مجری مرد سال در جوایز سالانه AVN برنده شده است. دوپری همچنین نامزد بهترین مجری مرد خارجی سال در جوایز XBIZ 2016 و 2017 و همچنین بازیگر مرد سال در جوایز XRCO بود. حرفه او انزلال زن ها و فریاد های تهاجمی هست